# Otto von Münchhausen
Otto von Münchhausen (né le 11 juin 1716 au château de Schwöbber à Hamelin et mort le 13 juillet 1774 à château de Calenberg (de) à Pattensen) est un botaniste allemand. Il est le chancelier de l'université de Göttingen et l'un des correspondants de Carl von Linné (1707-1778).
Il est également le cousin du Baron de Münchhausen, dont les célèbres exploits « extraordinaires » inspirèrent la littérature allemande.